# St. Louis City SC 2
El St. Louis City SC 2 es un equipo de fútbol de Estados Unidos que juega en la MLS Next Pro, la tercera división nacional.

## Historia
Fue fundado el 6 de diciembre de 2021 en la ciudad de st. Louis, Missouri que es el equipo filial del st. Louis City SC de la Major League Soccer como equipo de la MLS Next Pro para la temporada inaugural en 2022.
El 14 de enero de 2022 se anunció que el director de entrenadores del St. Louis City SC, John Hackworth, sería el entrenador interino en la MLS Next Pro. Luego de que termine la temporada de la MLS Next Academy, el entrenador del club sería Andreas Schumacher. El empresario bosnio-americano Elvir Kafedžić sería su asistente.
El St Louis City SC contrató a Joshua Yaro para el equipo en la MLS Next Pro, como preparación mientras el primer equipo se prepara para debutar en la MLS en 2023. Yaro fue la segunda selección global del SuperDraft de la MLS 2016 y ha jugado 23 partidos previos en la MLS.

## Jugadores

### Plantilla 2024
- Incluye jugadores a préstamo desde el primer equipo, jugadores de las inferiores, jugadores seleccionador de los SuperDrafts y jugadores a prueba.